# Horacio Peralta
Walter Horacio Peralta Saracho (Montevideo, Uruguay, 3 de junio de 1982) es un exfutbolista y director técnico uruguayo,Actualmente dirige a Miramar Misiones de la Primera División de Uruguay. 
Se caracterizaba por jugar indistintamente por todo el frente de ataque, por su gran pegada tanto con la pierna derecha como la izquierda. 
Estaba llamado para ser un jugador estrella, siendo comparado en repetidas ocasiones con el Chino Recoba, pero lejos de ese futuro auspicioso que auguraban, su carrera consistió en un peregrinaje por varios equipos en cortos periodos. 
También fue Campeón Uruguayo en temporada 2010/2011 dirigido por Juan Ramón Carrasco al disputar el torneo Apertura.

## Biografía
Salido de la cantera de Danubio, nunca tuvo un lugar en la primera y fue cedido al Club Atlético Cerro, pero no pudo demostrar su gran potencial debido a sus continuas expulsiones.
En 2002 llega a Nacional, y se convierte en pieza clave del equipo, jugando en la delantera con Richard Morales y Pierre Webo. 
Se lo recuerda por haber convertido dos penales en el mismo partido uno con cada pie.
Luego de varias idas y vueltas en el 2004 parte hacia Europa para jugar en el Internazionale de Milan, club en el que no contaba para el entrenador por lo que fue cedido al Cagliari, a partir de lo cual comienza su periplo por occidente pasando por un sinfín de equipos y sin poder consagrarse.
En 2005 llega al Albacete Balompié de España, club en el que participó con cierta asiduidad, y en el que coincidió con el también uruguayo Antonio Pacheco. A pesar de su buen nivel, el club descendió a la Segunda División. 
Peralta se lesiona y decide abandonar las filas de la institución en el mes de julio. 
Tiene luego un breve paso por el Grasshoppers suizo, no más de dos meses, y en enero de 2006 se incorpora al poderoso Flamengo, donde conquistó la Copa Brasil, pero a pesar de esto no duró más de una temporada en el conjunto carioca debido a su temperamento y a las rebeldes lesiones, por lo que retorna a Uruguay, más precisamente a Bella Vista.
En los papales tiene una labor aceptable, pero básicamente decepcionó al no rendir de acuerdo a sus condiciones. Igualmente el equipo consigue clasificarse para la Liguilla Pre-Libertadores, pero allí no logró clasificarse para las competencias internacionales.
Luego de este regreso a Uruguay, viaja a Portugal para enrolarse al Académica de Coimbra en agosto de 2007.
En 2008 pasa a Quilmes de Argentina, donde es muy recordado por los hinchas debido a su bajísimo rendimiento, y en julio va al Puebla de México.
En enero de 2009, tras una lesión, vuelve a Uruguay para vestir por segunda vez la casaca de Cerro, donde no fue asiduo titular, pero logró la obtención de la Liguilla por primera vez en su historia. En el segundo semestre retorna a México para fichar por el Atlante FC, y en enero de 2010 regresa a Uruguay por tercera vez, ahora para vestir la casaquilla de Central Español, club con el que logra salvarse del descenso, pero sin tener una labor destacada.
En julio de 2010 y a pesar de no estar en su mejor momento, y sorpresivamente, Peralta consigue volver a Nacional, el club donde explotó como jugador en la temporada 2002, ya más maduro y con 28 años de edad.
Deciden de común acuerdo firmar un contrato donde la cantidad de partidos que juegue harán variar su salario. 
Tras un año y medio en la institución del Parque Central y por no ser tenido en cuenta por el entrenador Marcelo Gallardo se desvincula del club.
A mediados de 2012 firma contrato con Cerro Largo FC, vínculo que duró hasta el final del Torneo Apertura; luego de este pequeño pasaje por un equipo del interior de Uruguay, viaja a Colombia para fichar por el Patriotas de aquel país.

## Selección nacional
Ha participado en selecciones nacionales Juveniles, como en el Torneo Sudamericano Sub-20 de 2001, en el que también jugaban Rubén Olivera y Fabián Estoyanoff.
También participó del preolímpico de fútbol, del año 2004 disputado en Chile, en el mes de febrero, clasificatorio para los Juegos Olímpicos de Atenas 2004 .Integraban esa selección entre otros Carlos Diogo, Jorge Bava y Pablo Lima. La selección era dirigida por Juan Ramón Carrasco, y se la recuerda por haber llevado 3 defensas en el plantel, una cosa irrisoria, como resultado Uruguay no llegó a clasificarse para estos Juegos.

## Clubes
| Club                       | País      | Año       |
| -------------------------- | --------- | --------- |
| Danubio                    | Uruguay   | 1999-2000 |
| Cerro                      | Uruguay   | 2001      |
| Nacional                   | Uruguay   | 2002-2003 |
| Inter de Milán             | Italia    | 2004      |
| Cagliari (cedido)          | Italia    | 2004      |
| Albacete Balompié (cedido) | España    | 2005      |
| Grasshoppers (cedido)      | Suiza     | 2005      |
| Flamengo                   | Brasil    | 2006      |
| Bella Vista                | Uruguay   | 2006      |
| Académica de Coimbra       | Portugal  | 2007      |
| Quilmes AC                 | Argentina | 2008      |
| Puebla FC                  | México    | 2008      |
| Cerro                      | Uruguay   | 2009      |
| Atlante                    | México    | 2009      |
| Central Español            | Uruguay   | 2010      |
| Nacional                   | Uruguay   | 2010-2011 |
| Cerro Largo                | Uruguay   | 2012      |
| Patriotas FC               | Colombia  | 2013      |
| Cerro                      | Uruguay   | 2014      |
| Cerrito                    | Uruguay   | 2015      |
| Wanderers (Artigas)        | Uruguay   | 2015-2016 |
| Deportivo Maldonado        | Uruguay   | 2016-2017 |

## Palmarés

### Campeonatos nacionales e Internacionales
| Título                        | Club     | País    | Año     |
| ----------------------------- | -------- | ------- | ------- |
| Campeonato Uruguayo de Fútbol | Nacional | Uruguay | 2002    |
| Copa de Brasil                | Flamengo | Brasil  | 2006    |
| Liguilla Pre-Libertadores     | Cerro    | Uruguay | 2009    |
| Campeonato Uruguayo de Fútbol | Nacional | Uruguay | 2010-11 |